# Lewis Cass
Lewis Cass (n. 9 octombrie 1782 - d. 17 iunie 1866) a fost un politician american, Secretar de Stat al Statelor Unite între 1857 și 1860.